# Red Chute
Red Chute ist eine Siedlung auf gemeindefreiem Gebiet im Bossier Parish im US-amerikanischen Bundesstaat Louisiana. Zu statistischen Zwecken ist der Ort zu einem Census-designated place (CDP) zusammengefasst worden. Das U.S. Census Bureau hat bei der Volkszählung 2020 eine Einwohnerzahl von 7.065 ermittelt.
Red Chute ist Bestandteil der Metropolregion Shreveport-Bossier City am Red River.

## Geografie
Red Chute liegt im Nordwesten Louisianas, 10 km östlich des Red River und unweit der Grenzen zu Arkansas im Norden und Texas im Westen. Die geografischen Koordinaten von Red Chute sind 32°33′22″ nördlicher Breite und 93°36′48″ westlicher Länge. Der Ort erstreckt sich über eine Fläche von 24,1 km².
Benachbarte Orte von Red Chute sind Princeton (11,8 km ostnordöstlich), Eastwood (an der östlichen Ortsgrenze), Bossier City (an der südlichen, südwestlichen und westlichen Ortsgrenze) und Benton (27,7 km nordwestlich).
Das Stadtzentrum von Shreveport liegt 17,8 km westsüdwestlich. Die nächstgelegenen weiteren Großstädte sind Louisianas Hauptstadt Baton Rouge (388 km südöstlich), Louisianas größte Stadt New Orleans (510 km in der gleichen Richtung), Lafayette (346 km südsüdöstlich), Beaumont in Texas (332 km südsüdwestlich), Texas' größte Stadt Houston (400 km südwestlich), Dallas in Texas (315 km westlich), Arkansas' Hauptstadt Little Rock (330 km nordöstlich) und Mississippis Hauptstadt Jackson (335 km östlich).

## Verkehr
Entlang der südlichen Ortsgrenze von Red Chute verläuft in West-Ost-Richtung die Interstate 20, die die kürzeste Verbindung von Dallas nach Jackson bildet. Durch das Zentrum des Ortes verläuft parallel zur I 20 als Hauptstraße der U.S. Highway 80. Alle weiteren Straßen sind untergeordnete Landstraßen, teils unbefestigte Fahrwege sowie innerörtliche Verbindungsstraßen.
Wenige hundert Meter südlich des Ortsrandes verläuft West-Ost-Richtung eine Eisenbahnstrecke der Kansas City Southern, eine weitere führt durch das Zentrum des Ortes.
Die nächsten Flughäfen sind der Shreveport Regional Airport (26,5 km westsüdwestlich) und der größere Dallas/Fort Worth International Airport (349 km in westlich).

## Bevölkerung
Nach der Volkszählung im Jahr 2010 lebten in Red Chute 6261 Menschen in 2319 Haushalten. Die Bevölkerungsdichte betrug 259,8 Einwohner pro Quadratkilometer. In den 2319 Haushalten lebten statistisch je 2,7 Personen.
Ethnisch betrachtet setzte sich die Bevölkerung zusammen aus 85,6 Prozent Weißen, 7,7 Prozent Afroamerikanern, 0,5 Prozent amerikanischen Ureinwohnern, 1,2 Prozent Asiaten, 0,1 Prozent Polynesiern sowie 2,7 Prozent aus anderen ethnischen Gruppen; 2,2 Prozent stammten von zwei oder mehr Ethnien ab. Unabhängig von der ethnischen Zugehörigkeit waren 7,2 Prozent der Bevölkerung spanischer oder lateinamerikanischer Abstammung.
25,5 Prozent der Bevölkerung waren unter 18 Jahre alt, 63,4 Prozent waren zwischen 18 und 64 und 11,1 Prozent waren 65 Jahre oder älter. 50,5 Prozent der Bevölkerung war weiblich.

Das mittlere jährliche Einkommen eines Haushalts lag bei 71.534 USD. Das Pro-Kopf-Einkommen betrug 29.503 USD. 9,7 Prozent der Einwohner lebten unterhalb der Armutsgrenze.